# Olivia Ruiz
Olivia Blanc (1 de enero de 1980, más conocida como Olivia Ruiz) es una cantante francesa. Comenzó su carrera musical en el programa Star Academy de la televisión francesa en el 2001.

## Biografía
Olivia Ruiz es hija de Didier Blanc, músico y cantante, y Christiane Blanc, empleada en la Mutualidad Social Agrícola de Carcasona. Con ascendencia española por parte materna (su apellido artístico, Ruiz, es el de su abuela materna), con 15 años formó con algunos amigos de Comigne un grupo llamado Five. Con Franck Marti, acordeonista y guitarrista, presentan su música en bares y lugares similares, interpretando canciones de Fréhel, Yves Montand, Gilbert Bécaud, pero también canciones de la nueva generación como "Les hurlements de Léo" y siguiendo estándares españoles.
En 2001, Olivia participa en el primer Star Academy (Operación triunfo) hecho en Francia. Aprovechó muy bien este trampolín para poder sacar su primer disco. Para su primer sencillo, titulado Paris, contactó con el cantante Chet que le escribió dos canciones. 
En 2003 publica su primer disco J'aime pas l'Amour con la participación de varios artistas franceses que le escriben y componen las canciones.
Estuvo nominada como artista revelación en los Victoires de la musique en 2005.
En su segundo disco, La Femme Chocolat, contó con una serie de artistas franceses para su creación. Este disco estuvo inspirado en los trabajos de Roald Dahl y Tim Burton.
En 2006 fue nominada a los Victoires de la musique en la categoría de disco del año junto a artistas como Bénabar, Raphaël y Alain Souchon.
Es publicado el 7 de octubre de 2008 su disco La chica de chocolate (La femme chocolat) en España.

## Cine
- 2012 : Mi padre vendrá de Martin Valente.
- 2013 : Jack y la mecánica del corazón de Stéphane Berla y Mathias Malzieu

## Discografía

### Álbumes
- 2003: J'aime pas l'amour
- 2005: La Femme chocolat
- 2007: Chocolat Show (en vivo)
- 2008: La chica chocolate
- 2009: Miss Météores
- 2010: Miss Météores Live (en vivo)
- 2012: Le Calme et la Tempête
- 2016: À nos corps-aimants

### Sencillos
- 2002: Paris.
- 2003: J'aime pas l'amour
- 2003: Pas si vieille
- 2003: Qui sommes-nous ?
- 2004: Le Tango du qui
- 2004: Les Vieux Amoureux
- 2005: J’traîne des pieds
- 2006: La Femme chocolat
- 2007: Non-dits
- 2007: Goûtez-moi
- 2007: Thérapie de groupe
- 2007: Partir ou rester con Brigitte Fontaine
- 2008: Las migas de mi corazón
- 2009: Elle panique
- 2010: Belle à en crever
- 2010: Les Crêpes aux champignons
- 2011: Quedate
- 2012: My Lomo & Me
- 2012: Volver
- 2016: Mon corps, Mon amour